# B in the Mix: The Remixes 2
B in the Mix: The Remixes 2 ist das zweite Remixalbum der US-amerikanischen Pop-Sängerin Britney Spears. Das Album enthält zehn, von verschiedenen Produzenten gemixte Tracks, aus den letzten drei Studioalben Blackout, Circus und Femme Fatale sowie dem Greatest Hits-Albums The Singles Collection. Es wurde am 7. Oktober 2011 in Deutschland sowie am 11. Oktober in den USA veröffentlicht.

## Hintergrund
Im Jahr 2005 veröffentlichte Spears ihr erstes Remix-Album B in the Mix: The Remixes, das neben Remixes ihrer größten Hits von 1998 bis 2005 mit And Then We Kiss auch einen neuen Song beinhaltete. Im August 2011 kursierten überraschend Gerüchte, dass Jive Records die Veröffentlichung eines weiteren Remix-Albums plane. Am 9. September 2011 bestätigte die Spears persönlich über ihren Twitter-Account, dass bereits am 11. Oktober 2011 tatsächlich ein neues Remix-Album erscheinen wird und veröffentlichte dazu die Titelliste. Wegen der zeitnahen Veröffentlichung parallel zum Erscheinen von Criminal, der vierten Single-Auskopplung aus dem Album Femme Fatale, sowie dem Fehlen von neuen, bisher unveröffentlichten Songs, wurden die Pläne von den Fans nur verhalten bis negativ aufgenommen.

## Erfolg
Ungeachtet der Kritik erfreute sich das Remix-Album durchaus einigen Erfolgs. Nach Veröffentlichung auf iTunes kletterte B in the Mix: The Remixes Vol. 2 in die Top 20 der iTunes-Charts in den USA, Frankreich, Italien, Spanien und Finnland sowie in die Top 10 in Mexiko.
Am 20. Oktober 2011 erreichte die Kompilation in den Billboard 200 auf Anhieb Platz 47 und war damit erfolgreicher als B In The Mix: The Remixes, das 2005 nur auf Platz 134 debütierte.

## Titelliste
|     | Titel                                        | Autor(en)                                                            | Produzent(en)                      | Länge |
| --- | -------------------------------------------- | -------------------------------------------------------------------- | ---------------------------------- | ----- |
| 1.  | Gimme More (Kaskade Club Mix)                | Nate Hills, Jim Beanz, Keri Hilson, Marcella Araica                  | Danja                              | 6:08  |
| 2.  | Piece of Me (Tiësto Club Mix)                | Bloodshy & Avant                                                     | Bloodshy & Avant                   | 7:53  |
| 3.  | Radar (Tonal Club Remix)                     | Christian Karlsson, Pontus Winnberg, Henrik Jonback, Balewa Muhammad | Bloodshy & Avant, The Clutch       | 4:56  |
| 4.  | Womanizer (Benny Benassi Extended)           | Nikesha Briscoe, Rafael Akinyemi                                     | The Outsyders                      | 6:16  |
| 5.  | Circus (Linus Loves Remix)                   | Claude Kelly, Lukasz Gottwald, Benjamin Levin                        | Dr. Luke, Benny Blanco             | 4:39  |
| 6.  | If U Seek Amy (U-Tern Remix)                 | Max Martin, Shellback, Savan Kotecha, Alexander Kronlund             | Max Martin                         | 6:10  |
| 7.  | 3 (Manhattan Clique Club Remix)              | Max Martin, Karl Schuster, Tiffany Amber                             | Max Martin, Shellback              | 5:41  |
| 8.  | Till the World Ends (Alex Suarez Club Remix) | Alexander Kronlund, Kesha Sebert, Dr. Luke, Max Martin               | Dr. Luke, Max Martin, Benny Blanco | 5:18  |
| 9.  | I Wanna Go (Gareth Emery Remix)              | Shellback, Max Martin, Savan Kotecha                                 | Shellback, Max Martin              | 5:25  |
| 10. | Criminal (Varsity Team Remix)                | Tiffany Amber, Max Martin, Shellback                                 | Max Martin, Shellback              |       |

### Japanische Version Bonus-Tracks
|     | Titel                                           | Autor(en)                                                          | Produzent(en)         | Länge |
| --- | ----------------------------------------------- | ------------------------------------------------------------------ | --------------------- | ----- |
| 11. | Break the Ice (Tonal Remix)                     | Marcella Araica, Nate „Danja“ Hills, Keri Hilson, James Washington | Danja                 | 4:52  |
| 12. | Hold It Against Me (Funk Generation Club Remix) | Max Martin, Lukasz Gottwald, Bonnie McKee, Mathieu Jomphe          | Max Martin, Shellback | 6:50  |
| 13. | My Prerogative (X-Press 2 Radio Edit)           | Bobby Brown, Gene Griffin, Teddy Riley                             | Bloodshy & Avant      | 4:17  |
| 14. | Criminal (Tom Piper & Riddler Remix Radio Edit) | Max Martin, Shellback, Tiffany Amber                               | Max Martin, Shellback | 3:38  |

### European Edition
|     | Titel                                        | Autor(en)                                                            | Produzent(en)                      | Länge |
| --- | -------------------------------------------- | -------------------------------------------------------------------- | ---------------------------------- | ----- |
| 1.  | Criminal (Radio Mix)                         | Tiffany Amber, Max Martin, Shellback                                 | Max Martin, Shellback              | 3:45  |
| 2.  | Gimme More (Kaskade Club Mix)                | Nate Hills, Jim Beanz, Keri Hilson, Marcella Araica                  | Danja                              | 6:08  |
| 3.  | Piece of Me (Tiësto Club Mix)                | Bloodshy & Avant                                                     | Bloodshy & Avant                   | 7:53  |
| 4.  | Radar (Tonal Club Remix)                     | Christian Karlsson, Pontus Winnberg, Henrik Jonback, Balewa Muhammad | Bloodshy & Avant, The Clutch       | 4:56  |
| 5.  | Womanizer (Benny Benassi Extended)           | Nikesha Briscoe, Rafael Akinyemi                                     | The Outsyders                      | 6:16  |
| 6.  | Circus (Linus Loves Remix)                   | Claude Kelly, Lukasz Gottwald, Benjamin Levin                        | Dr. Luke, Benny Blanco             | 4:39  |
| 7.  | If U Seek Amy (U-Tern Remix)                 | Max Martin, Shellback, Savan Kotecha, Alexander Kronlund             | Max Martin                         | 6:10  |
| 8.  | 3 (Manhattan Clique Club Remix)              | Max Martin, Karl Schuster, Tiffany Amber                             | Max Martin, Shellback              | 5:41  |
| 9.  | Till the World Ends (Alex Suarez Club Remix) | Alexander Kronlund, Kesha Sebert, Dr. Luke, Max Martin               | Dr. Luke, Max Martin, Benny Blanco | 5:18  |
| 10. | I Wanna Go (Gareth Emery Remix)              | Shellback, Max Martin, Savan Kotecha                                 | Shellback, Max Martin              | 5:25  |

## Mitwirkende
- Gesang: Britney Spears
- Audiomastering: Tom Coyne
- Management: Larry Rudolph, Adam Leber

## Chartplatzierungen
| ChartsChartplatzierungen       | Höchstplatzierung | Wochen |
| ------------------------------ | ----------------- | ------ |
| Vereinigtes Königreich (OCC)   | 98 (1 Wo.)        | 1      |
| Vereinigte Staaten (Billboard) | 134 (1 Wo.)       | 1      |